# Zone de secours Liège 2 IILE-SRI
(nl) Hulpverleningszone Luik 2
La zone de secours Liège 2 IILE-SRI est l'une des 34 zones de secours de Belgique, centrée autour de la ville de Liège et l'une des 6 zones de la province de Liège. Elle correspond à l'ancien territoire de l'intercommunale d'incendie de Liège et environs (IILE) créée en 1992 qui succédait au service régional d'incendie (SRI) de Liège, d'où les deux abréviations à la suite du nom de la zone.
Elle a pour mission de gérer le service d'incendie et l'aide médicale urgente des communes participantes. Son chef de service opérationnel est le Colonel Luc Scevenels.

## Histoire

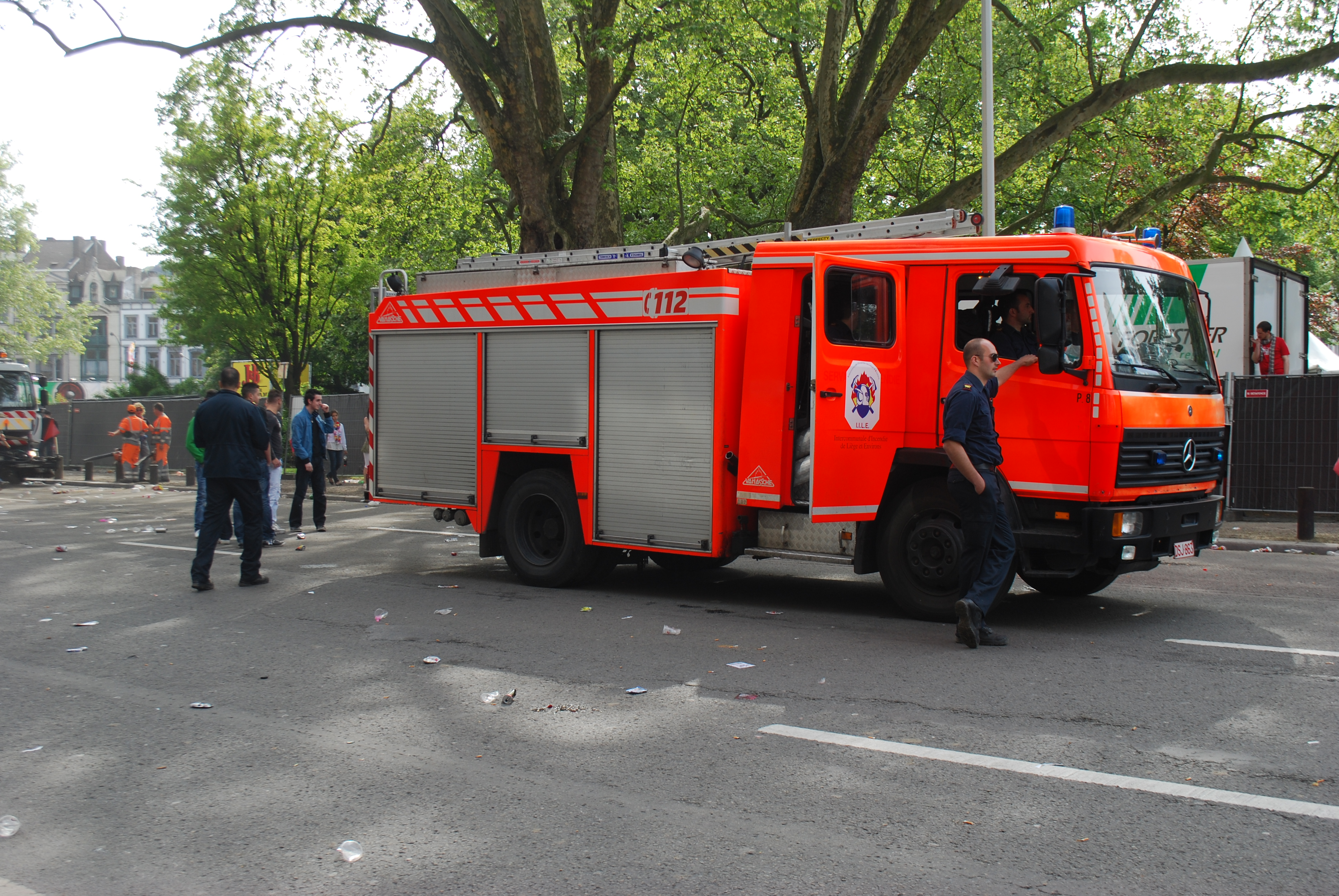
Ancienne autopompe de l'IILE sur châssis Mercedes-Benz en 2012.

Parmi les interventions marquante figure l'incendie du cinéma Rio à Sclessin le  3 avril 1955, où 39 personnes trouvèrent la mort, ce qui en fait l'un des incendies les plus meurtriers du pays.
Le 25 mai 1967, quatre pompiers liégeois décèdent en intervention et deux sont blessés lors d'une opération de sauvetage d'un grutier, pris au piège après l'effondrement du pont dit Hauster, enjambement la Vesdre à Vaux-sous-Chèvremont, alors qu'il était en cours de démolition.
Citons également le Séisme de 1983 à Liège.
L'Intercommunale d'Incendie de Liège & Environs (IILE)  fut fondée le 17 décembre 1992 par 18 communes des environs de Liège ainsi que de la ville elle-même dans le but de mieux organiser les corps de pompiers des différentes entités.
Le 1er janvier 2010, deux autres communes, Crisnée et Flémalle, rejoignent la zone de secours.
Le 27 janvier 2010, survient l'explosion de la rue Léopold qui fait 14 morts et 20 blessés.
En 2012, la commune d'Engis rejoint l'intercommunale.
Dans le cadre de la Réforme de la sécurité civile belge, l'Intercommunale d'Incendie de Liège & Environs (IILE) forme depuis 2014 la zone de secours Liège 2, ou Zone 2 IILE-SRI.

## Organisation

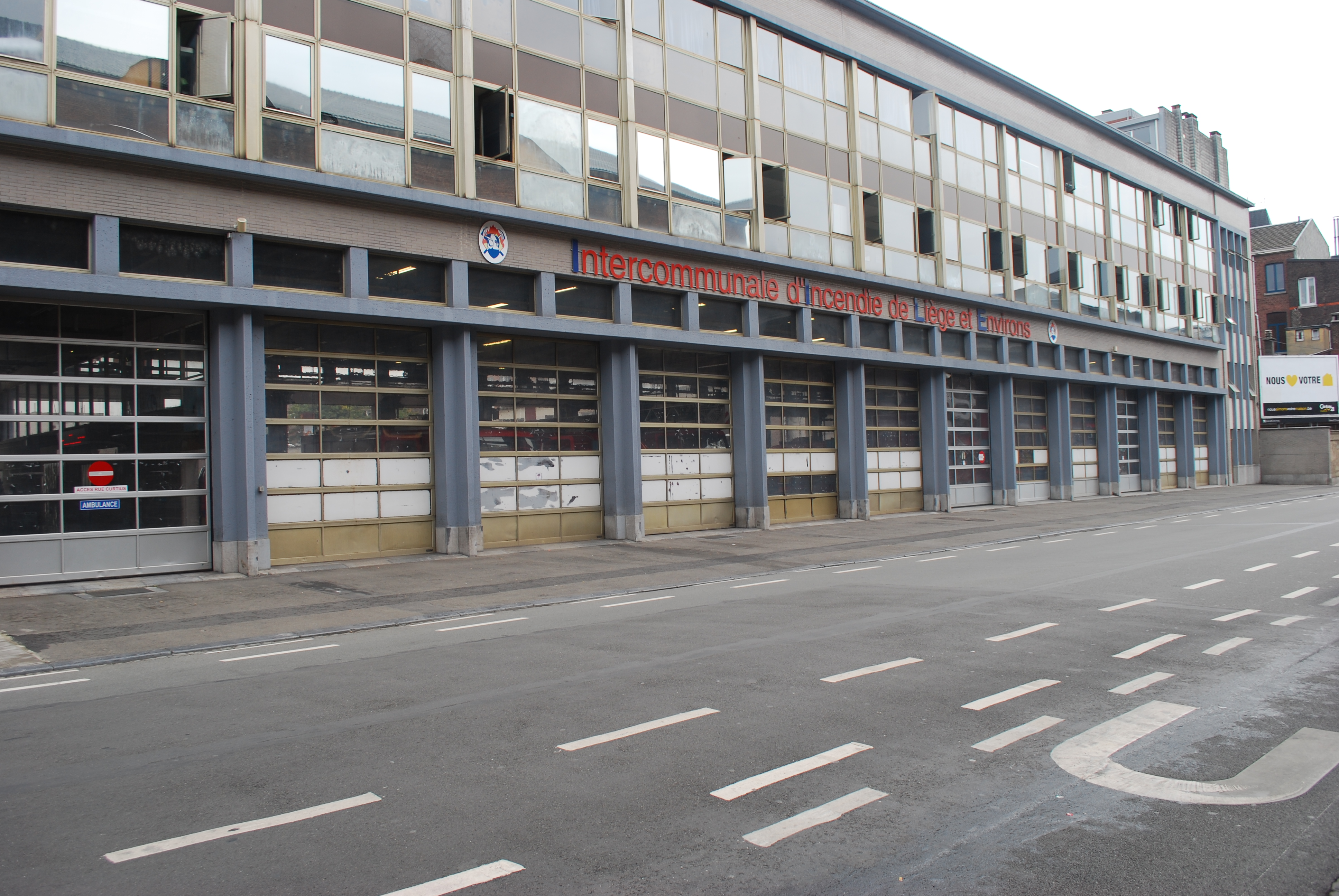
La caserne principale, rue Ransonnet.

L'IILE dispose de 7 casernes de pompiers réparties sur tout son territoire. Ce sont en fait 6 postes-avancés et une caserne centrale, celle-ci faisant office d'État-major, située rue Ransonnet, à Liège.

### Liste des postes avancés
- Ans
- Flémalle
- Grâce-Hollogne
- Grivegnée
- Oupeye
- Sart-Tilman

### Territoire
La zone de secours Liège 2 couvre les 21 communes suivantes :
Ans, Awans, Bassenge, Beyne-Heusay, Chaudfontaine, Crisnée, Engis, Esneux, Fexhe-le-Haut-Clocher, Flémalle, Fléron, Grâce-Hollogne, Herstal, Juprelle, Liège, Neupré, Oupeye, Saint-Georges-sur-Meuse, Saint-Nicolas, Seraing et Visé.

### Personnel
596 pompiers dont 20 volontaires et 39 membres techniques ou administratifs. Il y a environ 70 pompiers professionnels de garde par jour.

## Statistiques
Les statistiques moyennes annuelles sont:
+/- 8 000 interventions de type « pompiers » (dont environ 2 000 incendies)
+/- 7 500 sorties d’aide médicale urgente (une autre partie de ces missions est également assurée par la Croix-Rouge de Belgique)

## Véhicules

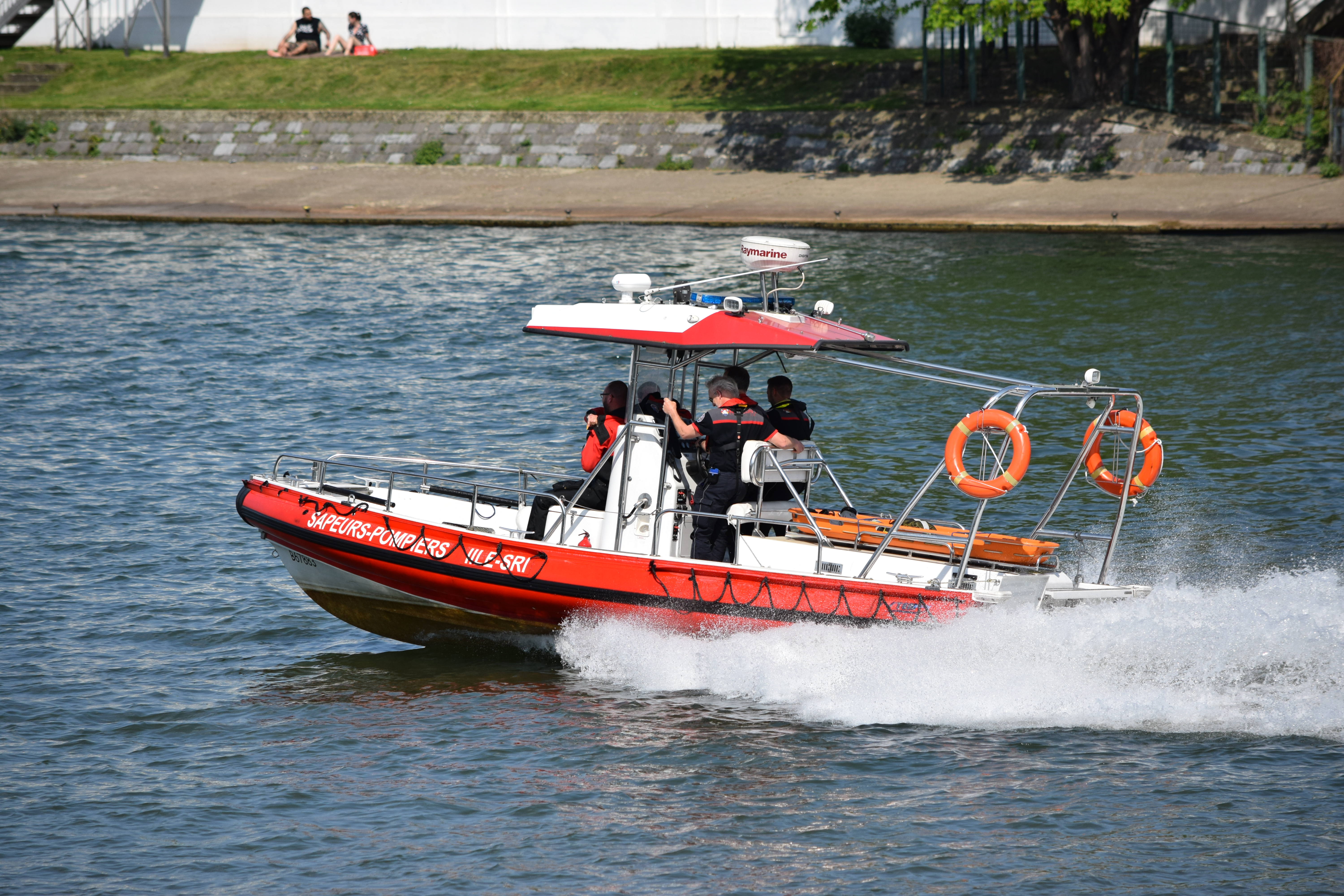
bateau des pompiers de Liège, sur la Meuse.
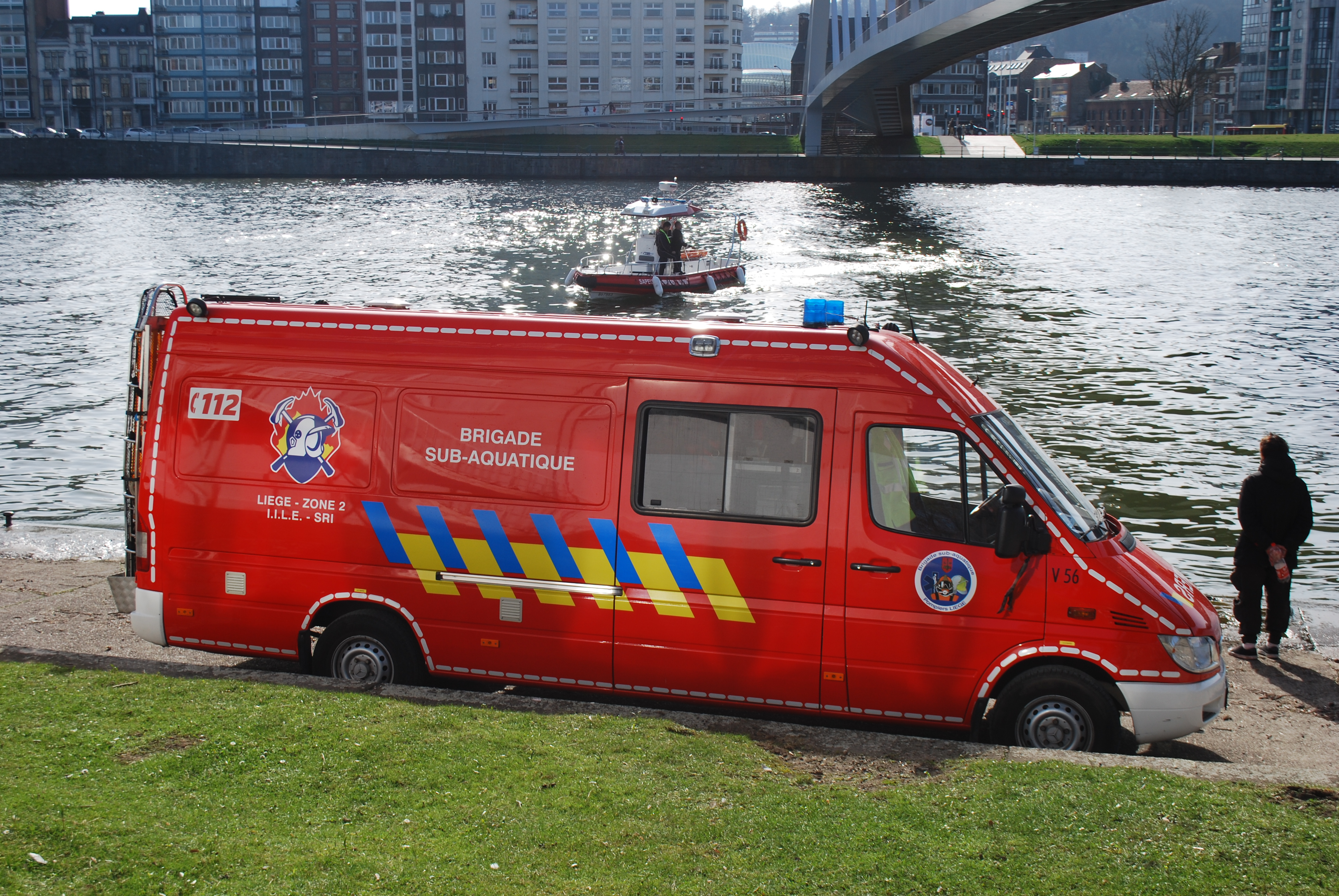
Camion de la brigade subaquatique des pompiers de Liège.
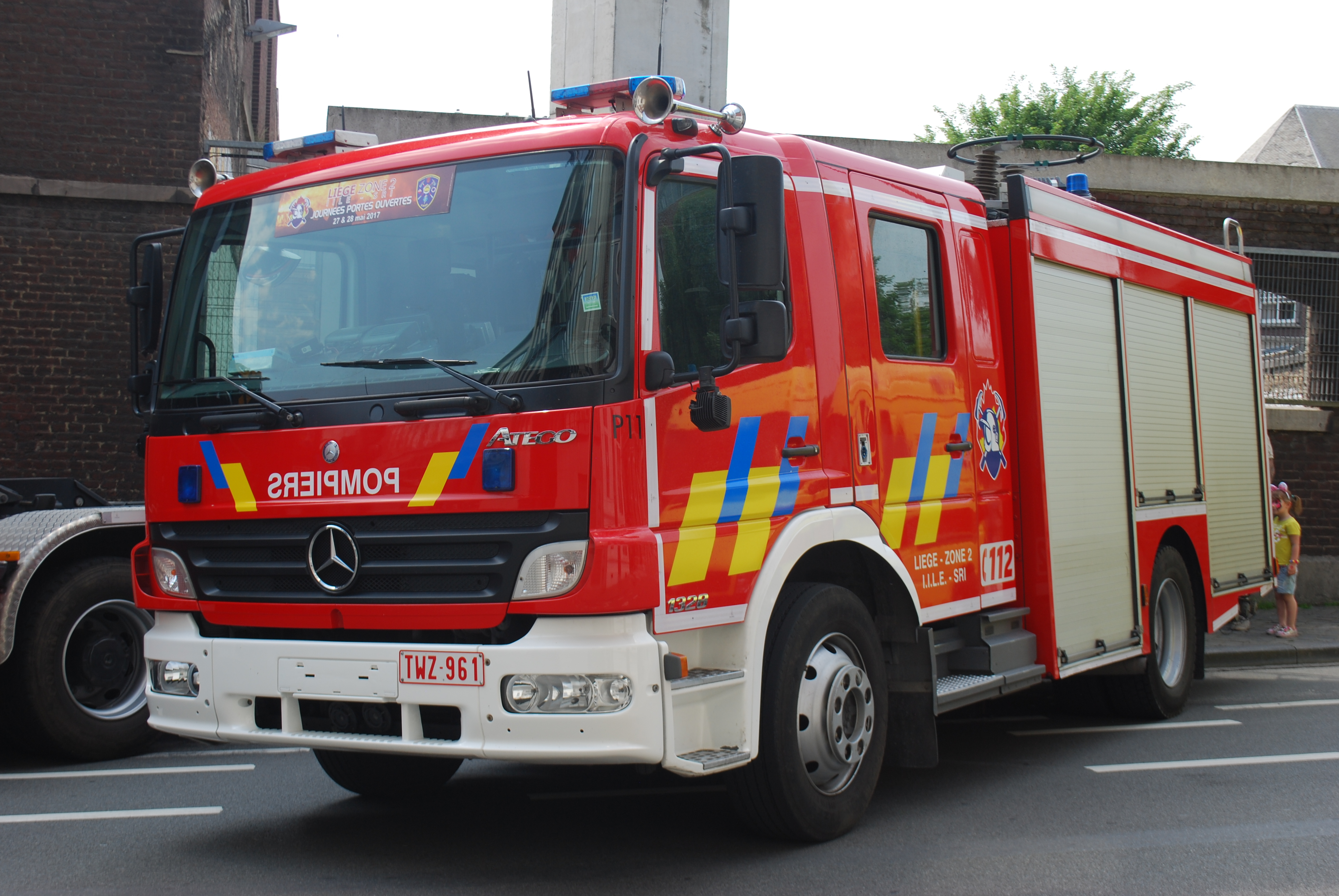
Autopompe multifonctionnelle
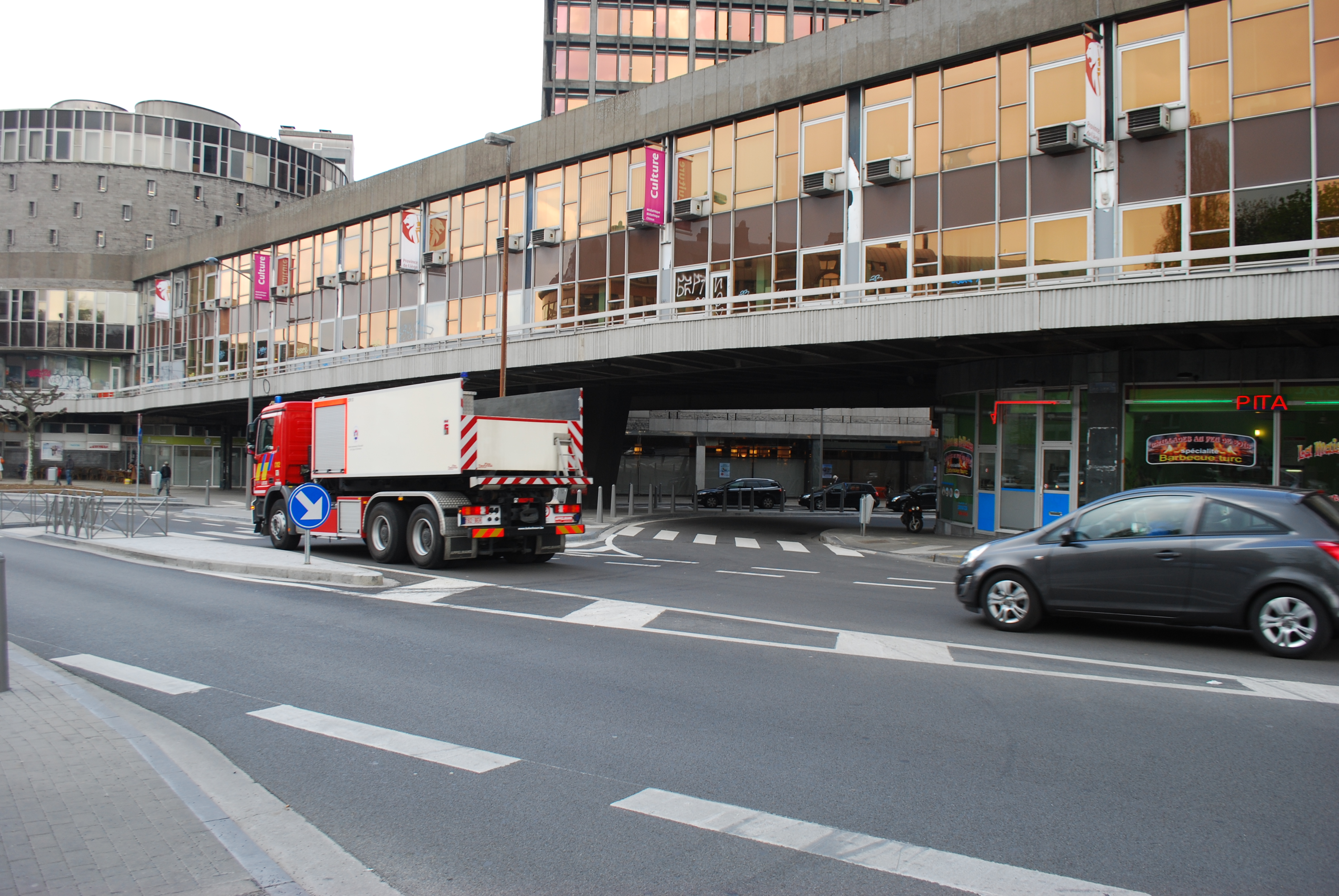
Camion-citerne
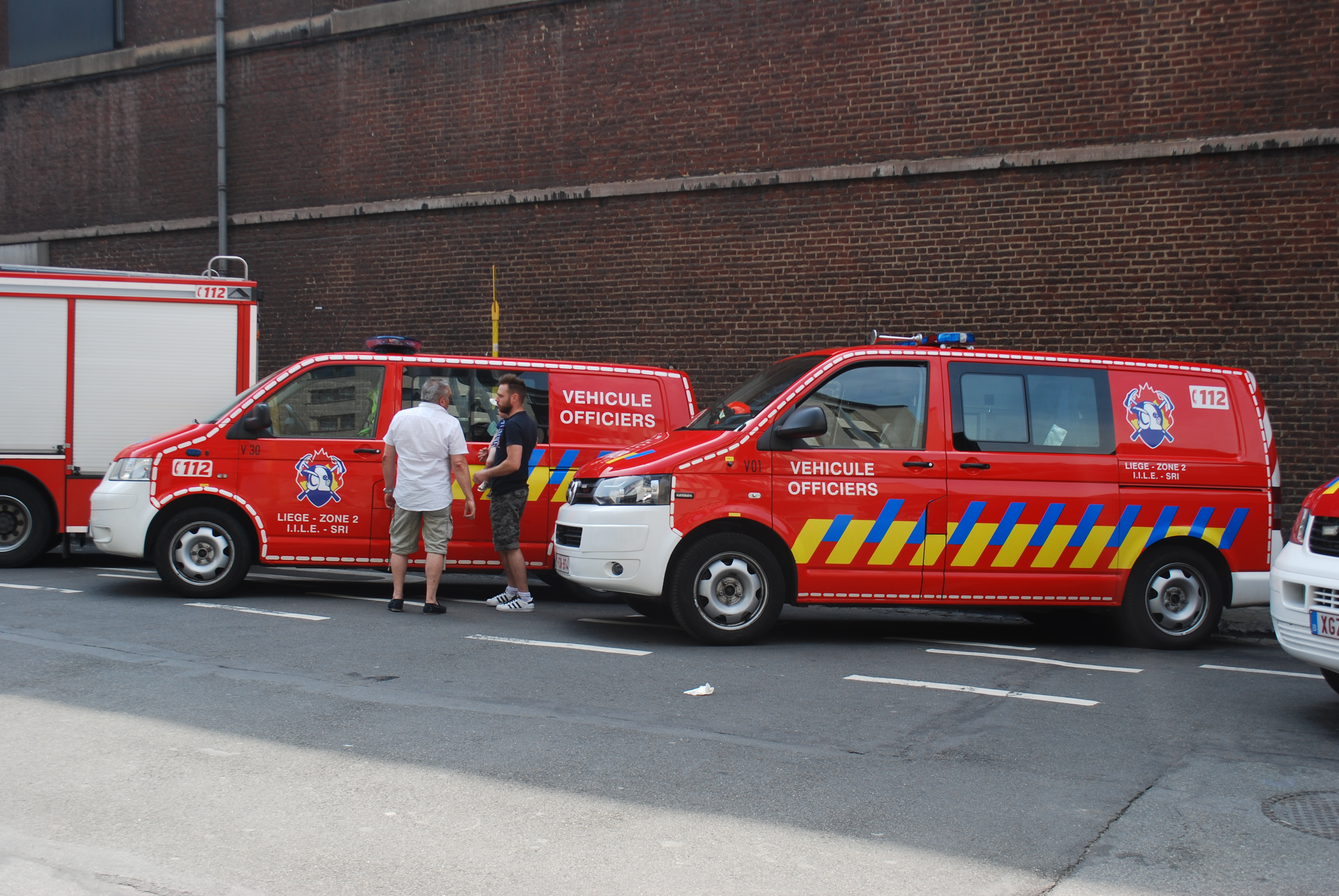
Véhicules Officiers

### Textes de loi
- Loi du 15 mai 2007 concernant la réforme de la sécurité civile belge[7].